# Robert E. Howard
Pour les articles homonymes, voir Howard.
Robert E. Howard est un nouvelliste et romancier américain, né le 22 janvier 1906 à Peaster (Texas) et mort par suicide le 11 juin 1936 à Cross Plains (Texas). Il est considéré, avec J. R. R. Tolkien (Le Seigneur des anneaux) et H. P. Lovecraft (le mythe de Cthulhu) comme l'un des pères de la littérature de fantasy moderne. Il est surtout l'inventeur de l'heroic fantasy, avec les aventures de son héros Conan le Barbare.
Originaire du Texas, il passe la majeure partie de sa vie dans la ville de Cross Plains, hormis un certain temps à Brownwood, une ville située à proximité. Enfant livresque et intellectuel, il est également passionné de boxe et passe son temps à la fin de son adolescence à faire de la musculation, pour finalement se lancer dans la boxe amateur. Dès l'âge de neuf ans, il rêve de devenir écrivain d'aventure, mais il ne connaît un véritable succès qu'à partir de 23 ans. Par la suite, jusqu'à sa mort par suicide à 30 ans, ses écrits sont publiés dans divers magazines, revues et journaux, et il devient habile dans plusieurs sous-genres. Son plus grand succès est cependant arrivé après sa mort.
Bien qu'un de ses romans ait failli être publié en 1934, ses histoires n'ont jamais été compilées de son vivant. Il publie essentiellement dans le pulp Weird Tales, où il crée Conan le Barbare. Avec ses héros, il contribue à façonner le genre désormais connu sous le nom d'heroic fantasy, engendrant de nombreux imitateurs et lui apportant une grande influence dans le domaine fantastique. Il reste un auteur très lu, avec des réimpressions constantes de ses meilleures œuvres, et l'un des écrivains fantastiques les plus vendus de tous les temps.
Son suicide et les circonstances qui l'entourent ont conduit à des spéculations sur sa santé mentale. Sa mère avait souffert de la tuberculose toute sa vie et, après avoir appris qu'elle était tombée dans un coma dont elle n'était pas censée se réveiller, il est allé dans sa voiture et s'est tiré une balle dans la tête. Il agonise pendant huit heures avant de mourir. Sa mère meurt le lendemain.

## Vie et œuvre

### Enfance et jeunesse
Robert Ervin Howard est né à Peaster, au Texas, le 22 janvier 1906 de l'union d'Isaac Mordecai Howard et de sa femme Hester Jane. Il sera leur seul enfant. Son père est médecin, la famille Howard déménage à de nombreuses reprises. Ce n'est qu'en janvier 1915 qu'elle s'installe durablement entre les villes texanes de Brownwood et d'Abilène, dans les bourgades de Cross Cut, de Burkett et enfin, à partir de 1919, à Cross Plains, que la famille ne quittera plus.

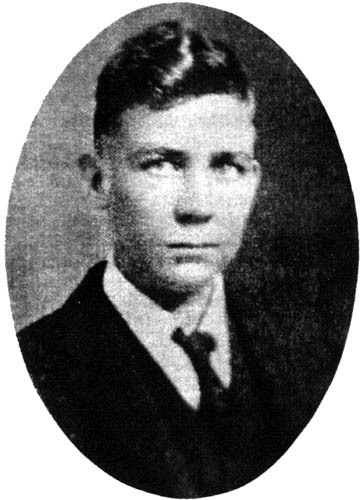
Robert Howard en 1923, à l'âge de 17 ans.

Robert Howard fait ses études à Cross Plains, puis à Brownwood, pour l'équivalent de la classe de terminale française et d'une première année d'université qu'il n'achève pas.

### De la lecture à l'écriture
Très tôt, il se passionne pour la lecture, encouragé en cela par sa mère. À quinze ans, il découvre les « pulps », périodiques bon marché qui publient des nouvelles. Il se met alors à écrire.
À 19 ans, sa première histoire aboutie, « Spear and Fang » (« Lance et Croc »), est publiée dans la revue Weird Tales, qui édite également H. P. Lovecraft et Clark Ashton Smith.

### L'écrivain
En 1928, à 22 ans, après trois années difficiles, sa carrière démarre avec plusieurs nouvelles, notamment des récits de boxe, qu’il vend à divers pulps. Dans le même temps, Weird Tales publie ses aventures de Solomon Kane. Son talent apparaît véritablement en 1930 dans des nouvelles telles que Les Rois de la Nuit, L'Homme noir, Les Dieux de Bal-Sagoth et, par la suite, dans une série de récits sur les croisades particulièrement sombres. Il entame une correspondance avec H. P. Lovecraft, son aîné de 15 ans qu'il admire et qui durera jusqu'à sa mort.

### L'auteur de Conan
En 1932, il crée le personnage de Conan, un héros viril et solitaire, qui survit dans un monde protohistorique fictif, chaotique et violent, en affrontant des créatures monstrueuses, des hordes barbares et des sorciers maléfiques. Il tue (beaucoup) sans état d’âme ni considérations morales. Il incarne la force sauvage, non civilisée mais aussi non pervertie. 
Jusqu’en 1935, Howard écrit une vingtaine de nouvelles mettant en scène Conan. Contrairement à une légende tenace, Howard ne les a pas rédigées dans un état second, au contraire il a travaillé énormément ses textes : plusieurs milliers de pages de brouillon de Conan existent encore de nos jours.
Ces récits d’aventures passionneront les adolescents bien après la mort de son créateur. Des auteurs avisés se sont empressés de concocter de nouvelles aventures au charismatique barbare (illustrées notamment par Frazetta). Puis, des dizaines de comics déferlent, dessinées par Barry Smith, John Buscema, etc. Le cinéma s'intéresse aussi à Conan (voir ci-dessous). Avec ces médias visuels, l’aspect physique du personnage prend toujours plus d’importance et, à mesure que sa musculature enfle, son pagne en peau de bête rétrécit (quel que soit le climat, Conan ne craint pas le froid). Il devient une « icône sexuelle » masculine, plus encore que Tarzan et les super-héros.

### Famille et amours
À partir des années 1930, la santé de la mère de Robert Howard, atteinte de tuberculose, se dégrade. Robert Howard a toujours été proche d'elle et en est très affecté. Le mari de sa mère par contre, en mauvais terme avec elle, s’en soucie peu, c'est donc Robert qui doit prendre en charge nombre des soins médicaux.
En 1934, à 28 ans, Howard rencontre Novalyne Price, qui vient d'être nommée enseignante à Cross Plains. Après des hauts et des bas, leur idylle prend fin définitivement au printemps 1936. L'état de santé de sa mère se dégrade encore, au grand désespoir de son fils.

### Décès
Le 11 juin 1936, lorsqu'on confirme à Robert Howard que sa mère ne sortira plus de son coma, il se tire une balle dans la tempe. Il agonise pendant huit heures avant de mourir. Il avait trente ans. Sa mère meurt le lendemain.

## Œuvres
- Conan le Cimmérien (voir l'article dédié pour le détail des publications)
- Kull le Roi barbare (éd. Néo, rééd. Fleuve noir)
- Solomon Kane (éd. Néo, rééd. Fleuve noir)
- Le retour de Kane (éd. Néo, rééd. Fleuve noir)
- Bran Mak Morn (éd. Néo, rééd. Fleuve noir)
- Cormac Mac Art (éd. Néo, rééd. Fleuve noir)
- Vulmea le Pirate noir (éd. Néo, rééd. Fleuve noir)
- Sonya la Rouge (éd. Néo, rééd. Fleuve noir)
- Agnès de Chastillon (éd. Néo, réed. Fleuve noir)
- El Borak l'Invincible (éd. Néo, rééd. Fleuve noir)
- El Borak le Redoutable (éd. Néo, rééd. Fleuve noir)
- El Borak le Magnifique (éd. Néo, rééd. Fleuve noir)
- El Borak l'Eternel (éd. Néo, rééd. Fleuve noir)
- L'Homme noir (éd. du Masque Fantastique, rééd.Néo, rééd. Fleuve noir)
- Le Pacte noir (éd. Néo, rééd. Marabout en deux volumes, rééd. Fleuve noir en deux volumes)
- Les Habitants des tombes (éd. Néo, rééd. Fleuve noir)
- Le tertre maudit (éd. Néo, rééd. Fleuve noir)
- Le Chien de la mort (éd. Néo, rééd. Fleuve noir)
- La Route d'Azraël (éd. Néo, rééd. Fleuve noir)
- Almuric (éd. Néo, rééd. Fleuve noir)
- Le Manoir de la terreur (éd. Néo)
- L'Île des épouvantes (éd. Néo)
- La Flamme de la vengeance (éd. Néo)
- Chants de guerre et de mort (éd. Néo)
- Wild Bill Clanton (éd. Néo)
- Kirby O'Donnell (éd. Néo)
- Cormac Fitzgeoffrey (éd. Néo)
- Steve Harrison et le maître des morts (éd. Néo)
- Steve Harrison et le talon d'argent (éd. Néo)
- La Main de la déesse noire (éd. Néo)
- Le Seigneur de Samarcande (éd. Néo)
- Steve Costigan (éd. Néo)
- Steve Costigan et le signe du serpent (éd. Néo)
- Steve Costigan le champion (éd. Néo)
- Dennis Dorgan (éd. Néo)
- Le Rebelle (roman autobiographique, éd. Néo)
- Poings d'acier (éd. Néo)
- La Tombe du dragon (éd. Néo-NéOmnibus)
- Les Épées rouges de Cathay la Noire
- Le Seigneur de Samarcande (illustration de Stéphane Collignon, éd. Bragelonne, 2009)
- Les Dieux de Bal-Sagoth (Bragelonne)
- Le Défi de l'au-delà (Challenge from beyond), nouvelle, 1935

## Principaux personnages créés par Robert E. Howard
- Conan le Barbare[2]
- Solomon Kane, Anglais puritain de la fin du XVIe siècle
- Bran Mak Morn, héros de plusieurs nouvelles, c'est le dernier roi picte qui affronte l'Empire romain aux premiers siècles de notre ère[3].
- Kull, roi atlante de Valusie
- Agnès de Chastillon, femme française dont les aventures se déroulent vers la fin du Moyen Âge
- Cormac Mac Art, pirate gaël dont les aventures se situent aux alentours du Ve siècle de notre ère
- Francis Xavier Gordon, surnommé 'El Borak' (le Rapide), Texan dont les aventures se situent dans l'Afghanistan de la première moitié du XXe siècle
- Esau Cairn, personnage principal du roman Almuric, sorte d'hommage de Howard à Edgar Rice Burroughs
- Sonya la Rouge, femme mystérieuse apparaissant dans une unique nouvelle, The Shadow of the Vulture (Sonya la Rouge), parue en 1934 dans The Magic Carpet Magazine, dont l'action se situe dans l'Europe du XVIe siècle. Le scénariste de bandes-dessinées Roy Thomas s'en est très librement inspiré pour créer le personnage de fantasy Red Sonja.
- Turlogh Dubh O'Brien, guerrier irlandais du Haut Moyen Âge
- Cormac FitzGeoffrey, croisé d'origine irlandaise du XIIe siècle[4]
- Vulmea le Noir, pirate irlandais dans les Caraïbes du XVIIe siècle
- Breckinridge Elkins, héros de westerns humoristiques
- Steve Costigan, marin à bord du « Sea Girl », accompagné de son bouledogue Mike et surtout héros de récits de boxe humoristiques (attention, de nombreux personnages de Howard, dans des registres différents, portent le même nom).
- Dennis Dorgan, alter ego de Steve Costigan qui ne fut créé que pour permettre la publication de plusieurs récits de boxe humoristique simultanément.
- Steve Allison, boxeur professionnel et autre héros de récits de boxe humoristiques.
- Steve Harrison, personnage policier amenant la justice au sein du quartier asiatique de River Street.
- Wild Bill Clanton, marin, aventurier et bagarreur. Il fut créé pour pouvoir profiter d'un nouveau marché apparu en 1934 de textes plus explicitement sexuels (pour l'époque…)

## Différents genres littéraires
Dès ses premiers écrits, le jeune Robert Howard expérimente de nombreux genres littéraires, qu'il s'agisse de pastiches policiers, de récits humoristiques, de récits d'aventures, de récits de boxe, etc.
On retrouve cet éclectisme dans ses premières tentatives d'envois à des magazines professionnels avec un récit de western humoristique (Bill Smalley and the Power of the Human Eye proposés en 1921 aux magazines Adventure (en) et Western Story) et deux récits fantastiques (The Mystery of Summerton Castle et The Phantom of Old Egypt proposés entre 1921 et 1922 à Weird Tales). Suivent encore en 1924 un récit de boxe envoyé à Short Stories et un récit western  pour Western Story.
C'est toujours en 1924 que le destin décidera de sa première orientation littéraire puisque Farnsworth Wright (en), fraîchement nommé à la tête de Weird Tales, accepte coup sur coup trois de ses récits, Spear and Fang, The Hyena et The Lost Race.
Pendant quatre ans, il se consacrera donc quasi uniquement au genre fantastique, dont Weird Tales publie l'essentiel. Durant toute cette période, néanmoins, de nombreux écrits sont refusés, ceux restants mettant un temps très long à être publiés et pas très bien payés. En 1928, il décide donc d'étendre son champ littéraire pour toucher de nouveaux marchés.
De là, et malgré ses premières tentatives infructueuses, il se remet à écrire de la boxe et rapidement, avec le personnage de Steve Costigan, il connaît un succès important et surtout durable. Sous l'impulsion de son agent, Otis Adelbert Kline, il se lance en 1933 dans la Detective Fiction. Il abandonnera toutefois assez rapidement, n'étant pas vraiment attiré par ce genre littéraire.
En 1930, et alors que le marché ne semblait pas très porteur, une première nouvelle acceptée par Oriental Stories (Red Blades of Black Cathay) lui ouvre le chemin du récit historique. Toutefois, bien qu'il adore ce registre, l'écriture de nouvelles historiques lui demande un investissement en temps (notamment en recherches) trop important par rapport à l'ampleur de ce marché. À partir de 1934, un nouveau type de pulps arrive sur le marché, mêlant soigneusement aventure et sexe. Howard se lance dans le registre et publie quelques nouvelles pour ces magazines, notamment pour le personnage de Wild Bill Clanton, assez inspiré de celui de Steve Costigan.
En 1931, il continue toujours d'écrire des récits fantastiques, mais c'est à partir de cette année qu'il commence à situer ceux-ci dans un cadre plus western. Et c'est approximativement trois ans plus tard qu'il décide de franchir le pas et de se lancer dans le genre purement western, auquel il songeait depuis longtemps. Avec le personnage de Breckinridge Elkins, il connaîtra son troisième et dernier gros et durable succès (après Steve Costigan et, bien sûr, Conan).
À la fin de sa vie, le succès de ses récits de western, qui par ailleurs lui tiennent vraiment à cœur, est tel qu'il déclare dans l'une de ses lettres souhaiter ne plus se consacrer qu'à ce registre. Vœu pieux car de manière assez étonnante, on découvre qu'au moment de sa mort, il travaillait sur deux récits fantastiques, Nekht Semerkhet et le roman Almuric. Pour ce dernier, il est à noter que Howard, malgré l'importance de sa production, n'aura écrit que trois romans, une autobiographie romancée, une histoire de Conan et – donc – Almuric.
Il serait difficile de parler des différents genres littéraires que Robert Howard aborda sans évoquer le domaine poétique. Très tôt, il consacra une partie de son esprit créatif à la poésie. Outre le fait qu'il intégra à plusieurs reprises des poèmes au sein de ses récits (notamment par le biais de son personnage de Justin Geoffrey, le poète dément de ses récits d'inspiration lovecraftienne), il tenta à de nombreuses reprises de publier ses vers. Toutefois, le marché n'étant pas très porteur à l'époque, il ne parvint à en faire paraître que très peu, et quasi exclusivement par Weird Tales. Il en existe de nos jours une anthologie publiée par la REHFondation, une fondation destinée à honorer la mémoire et les œuvres de l'auteur, en langue anglaise sous le nom de Collected Poetry of Robert E. Howard.
On peut enfin évoquer aussi le domaine théâtral, avec l'écriture de quelques saynètes écrites dans sa jeunesse, pour l'essentiel dans le registre humoristique.

## Adaptations en bandes dessinées
- Solomon Kane, Marvel comics, puis Dark Horse Comics, 1970+, 2007+
- Cormac Mac Art, Dark Horse Comics, Sc:Roy Thomas,D: ER Cruz, 1990
- L'essentiel des personnages de R.E. Howard sont apparus à un moment ou un autre, sous forme de récits courts, dans Savage Sword of Conan (Roy Thomas faisant les adaptations), Marvel Comics 1970+

## Adaptations au cinéma
- 1982 : Conan le Barbare (Conan the Barbarian) de John Milius ; scénario de John Milius et d'Oliver Stone ; musique de Basil Poledouris ; rôle-titre interprété par Arnold Schwarzenegger ;
- 1984 : Conan le Destructeur (Conan the Destroyer) de Richard Fleischer ; musique de Basil Poledouris ; rôle-titre interprété par Arnold Schwarzenegger.
- 1985 : Kalidor, la légende du talisman (Red Sonja) de Richard Fleischer ; musique de Ennio Morricone ; avec Arnold Schwarzenegger dans le rôle de Kalidor, et Brigitte Nielsen dans celui de Red Sonja, les personnages étant très librement inspirés de ceux créés par Robert E. Howard (Conan et Sonya la Rouge) ;
- 1996 : The Whole Wide World, de Dan Ireland, avec Vincent D'Onofrio et Renée Zellweger, raconte la relation entre R. E. Howard et Novalyne Price. Il s'agit d'une adaptation du roman biographique écrit par cette dernière, intitulé One Who Walked Alone ;
- 1998 : Kull le Conquérant (Kull the Conqueror) de John Nicolella (en) ; rôle-titre interprété par Kevin Sorbo ;
- 2000 : Le Cœur du guerrier (El Corazón del guerrero) de Daniel Monzón ; mettant en lumière les personnages de Red Sonja interprétée par Neus Asensi et de Beldar par Joel Joan ;
- 2009 : Solomon Kane de Michael J. Bassett, avec James Purefoy dans le rôle-titre.
- 2011 : Conan (Conan the Barbarian) de Marcus Nispel ; rôle-titre interprété par Jason Momoa.
- 2025 : Red Sonja de M. J. Bassett

#### En français
- Fabrice Tortey (dir.), Échos de Cimmérie : hommage à Robert Ervin Howard, 1906-1936, Éditions de l'Œil Du Sphinx, coll. « Bibliothèque d'Abdul Alhazred » (no 10), 2009, 318 p. (ISBN 978-2-914405-51-5, présentation en ligne).
- Patrice Louinet, Le Guide Howard, Chambéry, ActuSF, coll. « Les trois souhaits », 2015, 277 p. (ISBN 978-2-917689-84-4, présentation en ligne).

#### En anglais
- (en) Robert M. Price, « Robert E. Howard and the Cthulhu Mythos », dans S.T. Joshi (dir.), Dissecting Cthulhu : Essays on the Cthulhu Mythos, Lakeland (Floride), Miskatonic River Press, 2011, 280 p. (ISBN 978-0-9821818-7-4, présentation en ligne), p. 224-232.